# Еріел Торрес
Еріел Торрес (6 листопада 1997 , Куба і Пінар-дель-Ріо ) — американський каратист, бронзовий призер Олімпійських ігор 2020 року, Панамериканський чемпіон.

## Спортивні досягнення
| Рік  | Турнір            | Місце проведення   | Результат |
| ---- | ----------------- | ------------------ | --------- |
| 2022 | K1 Premier League | Дубай, ОАЕ         | Бронза    |
| 2021 | Олімпійські ігри  | Токіо, Японія      | Бронза    |
| 2021 | K1 Premier League | Каїр, Єгипет       | Бронза    |
| 2021 | K1 Premier League | Стамбул, Туреччина | Бронза    |